# جرعة مودعة
الجرعة المودعة في مجال الوقاية من الإشعاع هي مقياس للمخاطر الصحية العشوائية بسبب دخول مواد مشعة إلى الجسم البشري. تُعرّف العشوائية في هذا السياق بأنها احتمالية التحريض على السرطان والأضرار الجينية، الناجمة عن انخفاض مستويات الإشعاع. وحدة القياس في النظام الدولي للوحدات هي زيفرت.
تمثل الجرعة المودعة من مصدر داخلي ذات الخطر الفعلي لنفس كمية الجرعة الفعالة المطبقة بشكل موحد على الجسم بالكامل من مصدر خارجي، أو ذات كمية الجرعة المكافئة المطبقة على جزء من الجسم. لا يُقصد بالجرعة المودعة اعتبارها مقياسًا للتأثيرات الحتمية، مثل المرض الإشعاعي، والتي تُعرَف بأنها شدة تأثير صحي من المؤكد حدوثه.
ويُتوقع خطر الإشعاع الذي اقترحته الهيئة الدولية للوقاية من الإشعاع (آي سي آر بّي) أن جرعة فعّالة بمعدل واحد زيفرت تحمل فرصة الإصابة بالسرطان بنسبة 5.5%. مثل هذا الخطر عبارة عن مجموع جرعة الإشعاع الداخلية والخارجية.

## تعريف الهيئة الدولية للوقاية من الإشعاع
تذكر الهيئة الدولية للوقاية من الإشعاع أن «النويدات المشعة المتجمعة في جسم الإنسان تلوث الأنسجة بالإشعاع على مدى فترات زمنية يحددها نصف عمرها الفيزيائي واحتفاظها البيولوجي داخل الجسم. ويمكن أن يؤدي ذلك إلى إعطاء جرعات لأنسجة الجسم لعدة أشهر أو سنوات بعد امتصاصها. أدت الحاجة إلى تنظيم عمليات التعرض للنويدات المشعة وتراكم جرعة الإشعاع على مدى فترات زمنية طويلة إلى تعريف كميات الجرعة المودعة».
تحدد الهيئة الدولية للوقاية من الإشعاع كميتين للجرعة الفردية المودعة.
- الجرعة المكافئة المودعة، H T(t) هو الوقت الذي يشكل جزءًا لا يتجزأ من معدل الجرعة المكافئة في نسيج أو عضو معين والذي سيتلقاه الفرد بعد امتصاص الجسم المواد المشعة عن طريق شخص مرجعي، حيث t هو وقت التكامل في السنوات. يشير هذا بشكل خاص إلى الجرعة في نسيج أو عضو معين، بالطريقة نفسها التي تشير بها الجرعة المكافئة الخارجية.[3]

- الجرعة الفعالة المودعة،E(t) هي مجموع نواتج للجرعات المكافئة المودعة للأعضاء أو الأنسجة وعوامل ترجيح الأنسجة المناسبة )دبليو تي)، حيث t هو وقت التكامل في السنوات التالية للكمية المستهلكة. ومدة الالتزام هي 50 سنة للبالغين و70 سنة للأطفال. يشير هذا بالتحديد إلى الجرعة التي يتلقاها الجسم بالكامل، بطريقة مشابهة للجرعة الفعالة الخارجية.  تُستخدم الجرعة الفعالة المودعة لإثبات الامتثال لحدود الجرعة وتُدخل في «الجرعة ضمن التقرير» للتعرض المهني المستخدم للتقرير والإبلاغ والإثبات الرجعي للامتثال لحدود الجرعة التنظيمية.[4]

وتنص الهيئة الدولية للوقاية من الإشعاع على أنه «بالنسبة للتعرض الداخلي، تُحدد الجرعات الفعالة المودعة عمومًا من تقييم كميات النويدات المشعة من قياسات الإشعاعات الحيوية أو كميات أخرى (مثل النشاط المحتفظ به في الجسم أو في الإفرازات اليومية). تُحدد جرعة الإشعاع من  تناول معاملات الجرعة الموصى بها».

## امتصاص الجرعة
يمكن أن يحدث امتصاص المواد المشعة من خلال أربع طرق:
- استنشاق الملوثات المحمولة جوًا مثل الرادون.
- تناول الأغذية أو السوائل الملوثة.
- امتصاص الأبخرة مثل أكسيد التريتيوم عبر الجلد.
- حقن النظائر المشعة الطبية مثل التكنيشيوم-99m.

وبعض النظائر المشعّة المصطنعة مثل نظير اليود-131 مماثلة كيميائيًا للنظائر الطبيعية التي يحتاجها الجسم، ويمكن امتصاصها بسهولة أكبر إذا كان لدى الفرد عجز في هذا العنصر. على سبيل المثال، يمكن استخدام يوديد البوتاسيوم (كي آي)، الذي يُعطى عن طريق الفم بعد التعرض مباشرةً، لحماية الغدة الدرقية من اليود المشع في حالة وقوع حادث أو هجوم في محطة لتوليد طاقة نووية، أو تفجير متفجرات نووية من شأنها أن تطلق اليود المشع.
النظائر المشعة الأخرى لها صلة بأنسجة معينة، مثل البلوتونيوم في العظام، ويمكن الاحتفاظ بها لسنوات على الرغم من طبيعتها الخارجية.  باختصار، ليس كل الإشعاع ضارًا. يمكن امتصاص الإشعاع من خلال عدة طرق، تختلف باختلاف ظروف الموقف. إذا كانت المادة المشعة ضرورية، فيمكن تناولها عن طريق الفم من خلال نظائر مستقرة لعناصر محددة. ومع ذلك، لا يُقترح ذلك إلا على أولئك الذين يفتقرون إلى هذه العناصر، لأن المواد المشعة يمكن أن تتحول من مواد صحية إلى ضارة بكميات صغيرة جدًا. أكثر الطرق الضارة لامتصاص الإشعاع هي طريقة الامتصاص لأنه يكاد يكون من المستحيل التحكم في مقدار دخوله للجسم.

## العوامل المادية
بما أن الإشعاع يزداد مع الاقتراب من مصدر الإشعاع، وبما أنه من المستحيل إبعاد المصدر الداخلي أو الاحتفاظ به، فإن المواد المشعة داخل الجسم يمكن أن تقدم جرعات أعلى بكثير إلى الأعضاء المضيفة عما كانت عليه عادةً المواد المشعة من خارج الجسم. وينطبق هذا بشكل خاص على بواعث ألفا وبيتا التي يسهل الاحتفاظ بها بالجلد والملابس. افترض البعض أن الفاعلية البيولوجية النسبية العالية لألفا يمكن أن تعزى إلى ميل الخلية لامتصاص المعادن عبر اليورانيوم في النواة الخلوية حيث تكون قريبة جدًا من الجينوم، على الرغم من أنه يمكن ملاحظة فعالية مرتفعة للإشعاع ألفا الخارجي في الدراسات الخلوية. كما هو الحال في حسابات الجرعة المكافئة والجرعة الفعالة، يجب أن تشمل الجرعة المودعة تصحيحات للفعالية الحيوية النسبية لنوع الإشعاع وأوزان حساسية الأنسجة.

## المدة الزمنية
يتناقص معدل الجرعة الناتجة عن الامتصاص الفردي بمرور الوقت بسبب التحلل الإشعاعي، والانحلال الحيوي (أي إفرازات الجسم). يمكن أن يتراوح عمر النصف الحيوي والمشع، الذي يدعى نصف العمر الفعال للمادة، من ساعات للنظائر المشعة الطبية إلى عقود للنفايات عبر اليورانيوم. الجرعة المودعة هي جزء لا يتجزأ من معدل الجرعة المتحللة على مدى العمر المتبقي المفترض للكائن الحي. تتطلب معظم اللوائح أن يُؤخذ هذا المكمل على مدار 50 عامًا بسبب الامتصاص أثناء البلوغ أو أكثر من 70 عامًا للامتصاص أثناء الطفولة. في حساب قياس الجرعات، تُسند الجرعة المودعة بالكامل بشكل متحفظ إلى سنة الامتصاص، على الرغم من أن الأمر يمكن أن يستغرق سنوات عديدة حتى تتجمع هذه الجرعة داخل الأنسجة.